# Vrbovec (ort i Tjeckien)
Vrbovec är en ort i Tjeckien.   Den ligger i regionen Södra Mähren, i den sydöstra delen av landet, 190 km sydost om huvudstaden Prag. Vrbovec ligger 214 meter över havet och antalet invånare är 1 103.
Terrängen runt Vrbovec är platt. Runt Vrbovec är det ganska glesbefolkat, med 48 invånare per kvadratkilometer. Närmaste större samhälle är Znojmo, 7,3 km nordväst om Vrbovec. Trakten runt Vrbovec består till största delen av jordbruksmark.